# Władysława Zielińska
Władysława Zielińska (ps. Dzidka; ur. 4 czerwca 1927 we Lwowie, zm. 23 maja 1996 w Gdańsku) – lekarz internista, pracownik naukowy Akademii Medycznej w Gdańsku, żona prof. Jana Ruszela, laryngologa, pracownika AMG.

## Życiorys
W 1954 roku ukończyła kierunek lekarski na Akademii Medycznej w Gdańsku. W 1953 roku, jeszcze przed ukończeniem studiów, zatrudniona została w Klinice Chorób Zakaźnych AMG. W roku 1958 uzyskała specjalizację I stopnia, a w 1964 II stopnia. W 1961 roku otrzymała stopień naukowy doktora nauk medycznych. W 1978 r. została doktorem habilitowanym.  Zakres badań naukowych W. Zielińskiej obejmował zagadnienia dotyczące wirusowego zapalenia wątroby, problemy nowotworów wątroby związane z zakażeniami wirusem B i C, marskości wątroby. Jej dorobek naukowy składa się z ponad stu pięćdziesięciu prac badawczych.
Od 1987 roku pełniła funkcję kierownika Kliniki Chorób Zakaźnych. W latach 1989–1990 była wicedyrektorem Instytutu Chorób Wewnętrznych. Dążeniem Władysławy Zielińskiej była modernizacja kliniki. Wprowadziła do badań diagnostycznych nowoczesną metodologię. Zorganizowała Oddział Intensywnej Opieki Medycznej dla zakaźnie chorych i punkt szczepień interwencyjnych. Zainicjowała powołanie pracowni ultrasonografii i endoskopową.
Władysława Zielińska zasłynęła jako prekursorka walki z chorobą AIDS w Polsce. W 1989 roku opracowała Gdański Program Walki z AIDS i uruchomiła pierwsze krajowe Centrum Diagnostyczno-Kliniczne HIV/AIDS. Rok później z jej inicjatywy powołano w Areszcie Śledczym w Gdańsku pierwszy w Polsce oddział dla osadzonych zakażonych wirusem HIV. W 1992 roku była współzałożycielką Polskiego Towarzystwa Naukowego AIDS. W latach 1995–1998 pełniła funkcję konsultanta regionalnego w dziedzinie chorób zakaźnych oraz pełnomocnika wojewody gdańskiego i rektora AMG do spraw AIDS. Umarła nagle 23 maja 1996 roku. Pochowana została na Cmentarzu Srebrzysko w Gdańsku.

## Odznaczenia
- Złoty Krzyż Zasługi;
- Krzyż Kawalerski Orderu Odrodzenia Polski;
- Nagroda przyznawana przez pacjentów „Złoty Mak” (pośmiertnie);
- Wyróżnienie przyznawane przez Krajowe Centrum ds. AIDS „Czerwona Kokardka” (pośmiertnie)[3]